# باري ارتشر
باري ارتشر (21 يونيو 1977 بدبلن في جمهورية أيرلندا - )  (بالإنجليزية: Barry Archer)‏ هو لاعب كريكت أيرلندي. شارك مع منتخب أيرلندا للكريكت.

## وصلات خارجية
- باري ارتشر على موقع إي آس بي آن كريك إنفو (الإنجليزية)